# Daimler Majestic
La Majestic è una grande berlina della storica casa automobilistica britannica Daimler, prodotta dal 1958 al 1962.

## Storia
La berlina Majestic fu lanciata nel luglio del 1958 come ammiraglia della casa automobilistica britannica e rimase in produzione fino al 1962, insieme alla Majestic Major, una versione con un passo più lungo.
Fu l'ultima vettura interamente progettata e realizzata autonomamente dalla Daimler.

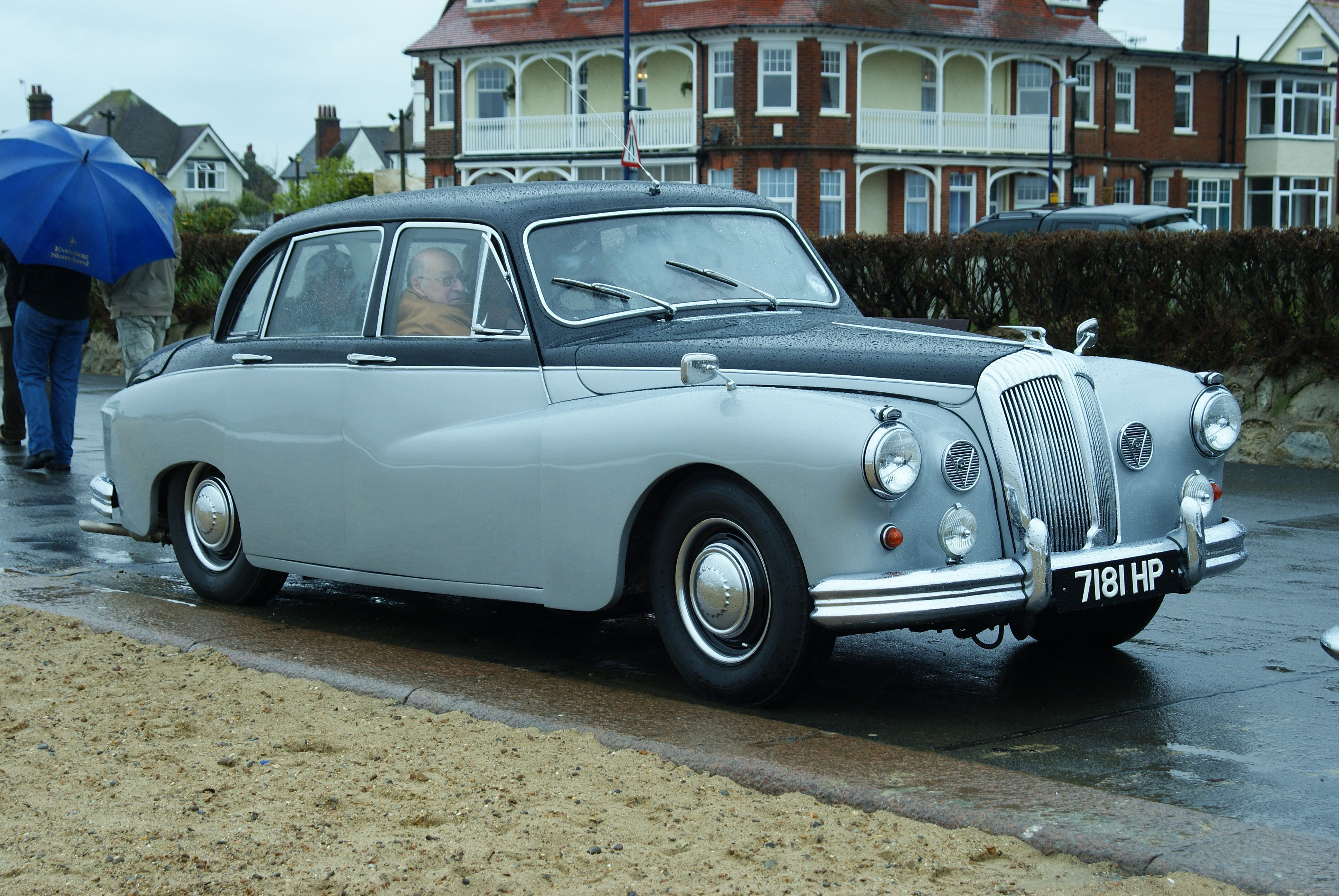
Una Majestic Major.

Nel 1960 la Jaguar acquistò la Daimler, tuttavia la produzione della Majestic Major proseguì fino al 1968, mentre quella della Majestic terminò nel 1962. 
Contestualmente, la Jaguar lavorò alla DS 420, un modello di limousine completamente nuovo, basato sulla Jaguar 420 e che venne lanciata nel 1968.

## Caratteristiche
La Majestic fu una vettura innovativa per la Daimler.
Caratterizzata da una carrozzeria dalle linee fluide ma imponenti, con una livrea bicolore, questa grande berlina di rappresentanza fu la prima vettura della casa britannica ad essere realizzata con un telaio monoscocca portante e montò il nuovo propulsore 6cilindri in linea da 3,8 litri, con trasmissione automatica Borg Warner a tre rapporti, sostituendo così il precedente motore sempre a 6 cilindri.
Gli interni erano secondo i più classici canoni Daimler, largo uso di radica, pelle e alcune novità del tempo come il vano posteriore separabile, l'accendisigari posteriore, gli ugelli lavavetri per il parabrezza e un vasto utilizzo di luci di cortesia, luci da lettura per i passeggeri posteriori e per il vano bagagliaio.
Della Majestic furono realizzate complessivamente 1 490 unità fra cui alcune versioni carrozzate Mulliner e una versione più opulenta denominata Majestic Major, disponibile come Saloon o come una  più  lunga Limousine,  mossa da un V8 di 4561 cmc  da 220 CV e capace di circa 200 km/h, realizzata fino al 1968 in soli 1 180 esemplari.
La Majestic e le  Majestic Major vennero definitivamente sostituite nel 1968 dalla Daimler DS 420 e dalla Daimler Sovereign che furono modelli basati su versioni Jaguar.